# Cyclops vicinus
Cyclops vicinus är en kräftdjursart som beskrevs av Ulyanin 1875. Cyclops vicinus ingår i släktet Cyclops och familjen Cyclopidae. Det är osäkert om arten förekommer i Sverige.

## Underarter
Arten delas in i följande underarter:
- C. v. vicinus
- C. v. kikuchii